# Суслонов, Владимир Михайлович
Влади́мир Миха́йлович Сусло́нов (24 сентября 1948, Архангельск — 19 октября 2005, Пермь) — советский и российский математик, доктор технических наук, заведующий кафедрой высшей математики (1987—2005), проректор по научно-исследовательской работе, первый проректор Пермского университета (1997—2005).

## Биография
В 1966 году окончил пермскую школу № 17 с золотой медалью. В 1971 году окончил с отличием механико-математический факультет Пермского университета.
Кандидат физико-математических наук (1975, диссертация «Исследование режимов полета летательного аппарата с ограничениями типа неравенств»). В 1991 году защитил диссертацию на соискание учёной степени доктора технических наук в Балтийском техническом университете (г. Санкт-Петербург).
С 1971 года — ассистент, затем — старший преподаватель, доцент; с 1993 года — профессор кафедры высшей математики механико-математического факультета Пермского университета. С января 1987 года по октябрь 2005 года — заведующий кафедрой высшей математики;в 1997—2005 годах — проректор по научно-исследовательской работе, затем — первый проректор ПГУ.
19 октября 2005 года погиб в автомобильной катастрофе на трассе Пермь — Екатеринбург.
14 октября 2008 года состоялось открытие мемориальной доски, посвящённой его памяти.
Сын Александр (род. 1980) — эколог, кандидат биологических наук.

## Научные интересы
Основные научные интересы лежали в сфере теоретической механики, теории моделирования динамических систем, оптимизации управляемых процессов. Материалы исследований были представлены на многочисленных российских и международных симпозиумах, опубликованы в более чем ста научных работах (учебные пособия, курсы лекций, статьи, авторские свидетельства на изобретения, руководящие технические материалы отрасли). Результаты научных исследований использованы в серийном производстве ряда изделий тяжелого машиностроения.
Подтверждением прикладного аспекта фундаментальных исследований являлись также работы в области экологии, где под руководством В. М. Суслонова выполнены исследования по математическому моделированию распространения загрязняющих веществ в атмосферном воздухе, созданию систем автоматизированного контроля за уровнем загрязнения окружающей среды в виде передвижных лабораторий, работающих на промышленных предприятиях и в природоохранных службах.
В. М. Суслонов работал в составе двух специализированных советов по защите кандидатских и докторских диссертаций, являясь заместителем председателя и председателем совета.

## Избранные работы
- Новый метод оценки рассеивания загрязнений территорий предприятиями на больших расстояниях от источников: Тез. докл. междунар. конф. «Проблемы загрязнения окружающей среды». М., 1998; Принципы создания общегородской системы наблюдения и контроля над источниками промышленных выбросов г. Перми // Экология городов: Информ. сб. 1998. № 10.
- Формирование и преобразование моделей динамики механических систем на основе уравнений Маджи в квазикоординатах // VIII Всерос. школа-семинар «Современные проблемы матем. моделирования» / Ростов. ун-т. Р н/Д., 1999 (в соавт. с А. Б. Бячковым).
- Новый метод оценки рассеивания загрязнений территорий предприятиями на больших расстояниях от источников: Тез. докл. междунар. конф. «Проблемы загрязнения окружающей среды». М., 1998.
- Принципы создания общегородской системы наблюдения и контроля над источниками промышленных выбросов г. Перми // Экология городов: Информ. сб. 1998. № 10.
- Идентификация систем: Учеб. пособие по спецкурсу / Перм. ун-т. Пермь, 1993; Формирование и преобразование моделей динамики механических систем на основе уравнений Маджи в квазикоординатах // VIII Всерос. школа-семинар «Современные проблемы матем. моделирования» / Ростов. ун-т. Р н/Д., 1999 (в соавт. с А. Б. Бячковым).
- Информационные технологии в учебном процессе // Университетское управление. 2001. № 4(19). С. 18–21. (в соавт. с Маланиным В. В. и Поляниным А. Б.).
- Пермский государственный университет — стратегия развития // Университетское управление. 2003. № 5–6(28). С. 14–19. (в соавт. с Маланиным В. В. и Шерстневым В. А.).